# Ас-Симия
Ас-Симия или Симия (араб. السيمياء‎) — деревня, расположенная в городе Дура в районе Хеврона на юге Западного берега реки Иордан.

## География
Деревня расположена к западу от города Хеврон, на расстоянии 14 километров от него.
Ас-Симия находится на высоте 460 метров над уровнем моря.

## Население
По данным 1961 года, население деревни составляло 196 человек.
Согласно переписи 1997 года, в деревне проживало 1225 человек.